# Anita Fröding
Anita Ingrid Fröding, var först verksam under namnet Johansson, född 1942 i Stockholm, är en svensk tecknare, målare och grafiker.
Fröding studerade vid Konstfackskolan i Stockholm 1960-1962 och vid École nationale supérieure des Beaux-Arts i Paris 1967-1968 samt vid Konsthögskolan i Stockholm 1969-1974. Hon har medverkat i ett stort antal separat- grupp- och samlingsutställningar, bland annat med Konstfrämjandet, Stockholm Art Fair i Sollentuna, SKI Galleriet i Oslo,  Munkhöjdens Gallerie i Helsingfors och med Föreningen Svenska Konstnärinnor i Stockholm. Hon har tilldelats stipendium från Helge Ax:son Johnsons Stiftelse, X-ets stipendium från Kungliga Akademien för de fria Konsterna, Nacka kulturstipendium och Konstnärsbidrag från Konstnärsnämnden. Hennes konst består av porträtt och landskap med motiv från Stockholms skärgård, Norrland, Gotland, Skåne utförda i  klara, rena färger. Bland hennes offentliga arbeten märks utsmyckningen av skulpturgruppen Kamraterna vid hjulet i Uddevalla. Hon signerar sina arbeten med AF. Fröding är representerad vid Nationalmuseum, Laholms teckningsmuseum, Statens konstråd, Stockholms läns landsting samt i ett flertal kommuner.